# Lindsay Andretta
Lindsay Andretta (* 20. März 1992 in Rhinebeck, New York) ist eine US-amerikanische Schauspielerin und Kinderdarstellerin.

## Leben
Ihre erste Filmrolle hatte sie im Jahr 2002 in dem Spielfilm Dem Himmel so fern, wo sie neben Julianne Moore und Dennis Quaid ihre Filmtochter spielte. Danach folgte eine Gastrolle in der Fernsehserie Criminal Intent – Verbrechen im Visier und Rollen in den Kurzfilmen Love Gets You Twisted und Stangers Reading from the Sexual Diary of My Grandmother. Sie spielte ebenfalls an regionalen Theatern wie dem New Bedford Festival Theatre und dem Connecticut Repertory Theatre. Außerdem war sie in zahlreichen Werbespots und Printanzeigen zu sehen. Derzeit studiert sie in New York an der Tisch School of the Arts Musicaltheater.

## Filmografie (Auswahl)
- 2002: Love Gets You Twisted (Kurzfilm)
- 2002: Dem Himmel so fern (Far from Heaven)
- 2002: Criminal Intent – Verbrechen im Visier (Law & Order: Criminal Intent, Folge: Phantom)
- 2011: Strangers Reading from the Sexual Diary of My Grandmother (Kurzfilm)
- 2012: Persephone (Kurzfilm)